# Fermin Rocker
Fermin Rocker (* 22. Dezember 1907 in London; † 18. Oktober 2004 ebenda) war ein englischer Maler und ein Sohn der bekannten Anarchosyndikalisten Rudolf Rocker und Milly Witkop.

## Leben und Werk
Rocker wurde 1907 in London geboren und wuchs bis Ende 1918 im dortigen East End, im Stadtteil Stepney auf. Von Anfang 1919 bis 1928 lebte er mit seiner Familie in Berlin. Er lernte bereits in seiner Kindheit Persönlichkeiten des internationalen Anarchismus kennen, so beispielsweise Fürst Kropotkin (den Begründer des kommunistischen Anarchismus), Errico Malatesta, Augustin Souchy, Emma Goldman, Alexander Berkman, Franz Pfemfert, Agnes Smedley, Erich und Zenzl Mühsam, Nestor Machno, Max Nettlau und Buenaventura Durruti. 1929 emigrierte er in die USA und arbeitete als Grafiker. 1938 machte er sich selbständig und illustrierte zahlreiche Kinderbücher. Seine Malerei wird zur Schule des Amerikanischen Realismus gezählt, obwohl sich Fermin Rocker nie einer bestimmten Kunstrichtung verpflichtet fühlte. 1972 kehrte er nach London zurück, wo er bis zu seinem Tod als Bildender Künstler aktiv war.

## Werke
- Emile Pataud / Emile Pouget: Das letzte Gefecht (Übersetzt von Rudolf Rocker, Illustriert von Fermin Rocker), Berlin 1930.
- Natalie Savage Carlson: A pet for the Orphelines (in Braille-Schrift, die Druckversion wurde illustriert von Fermin Rocker), Cincinnati 1964.
- Betty Horvath: Hoory for Jasper (Illustrated by Fermin Rocker), New York 1966 (ISBN 0531016889).
- William Sydney Porter (Pseudonym: O. Henry): The gift of the magi, and five other stories (Illustrated by Fermin Rocker), New York 1967.
- Carol Ryrie Brink: Winter cottage (Drawings by Fermin Rocker), New York 1968.
- Carol Ryrie Brink: Two are better than one (Drawings by Fermin Rocker), New York 1968.
- Karin Anckarsvard: Struggle at Soltuna (Illustrated by Fermin Rocker), New York 1968.
- Elizabeth Jane Coatsworth: Indian mound farm (Drawings by Fermin Rocker), New York 1969.
- Jean Bothwell: The Mystery Candlestick (Illustrated by Fermin Rocker), New York, 1970.
- Lorraine Henriod: Marie Curie (Illustrated by Fermin Rocker), New York 1970,
- Patricia Miles Martin: Thomas Alva Edison (Illustrated by Fermin Rocker), New York 1971.
- Charles P. Graves: The Wright brothers (Illustrated by Fermin Rocker), New York 1973.
- Winifred Cawley: Gran at Coalgate (Illustrated by Fermin Rocker), Oxford 1974 (ISBN 0192713663).
- Peter Carter: The Gates of Paradise (Illustrated by Fermin Rocker), Oxford 1974 (ISBN 0192713671).
- Johanna Reiss: The Journey Back (Illustration by Fermin Rocker), Oxford 1977 (ISBN 0192714031).
- Johanna Reiss: The Upstairs Room (Illustrated by Fermin Rocker, Cover by Sarah Simpson), London 1979.
- Bernard Ashley: The Trouble with Donovan Croft, (Illustration by Fermin Rocker), Oxford 1980 (ISBN 0192771019)